# أندرو دبليو. لوميس
أندرو دبليو. لوميس هو محامي وسياسي أمريكي، ولد في 27 يونيو 1797 في لبانون في الولايات المتحدة، وتوفي في 24 أغسطس 1873 في كمبرلاند في الولايات المتحدة. نشط حزبياً في حزب اليمين. وقد انتخب عضو مجلس النواب الأمريكي ‏.